# Topola (Jagodina)
Pour les articles homonymes, voir Topola (homonymie).
Topola (en serbe cyrillique : Топола) est un village de Serbie situé sur le territoire de la ville de Jagodina, district de Pomoravlje. Au recensement de 2011, il comptait 20 habitants.

## Démographie
| 1948 | 1953 | 1961 | 1971 | 1981 | 1991 | 2002 | 2011 |
| ---- | ---- | ---- | ---- | ---- | ---- | ---- | ---- |
| 83   | 81   | 83   | 59   | 48   | 43   | 36   | 20   |

|  |